# Stele della regina Tetisheri

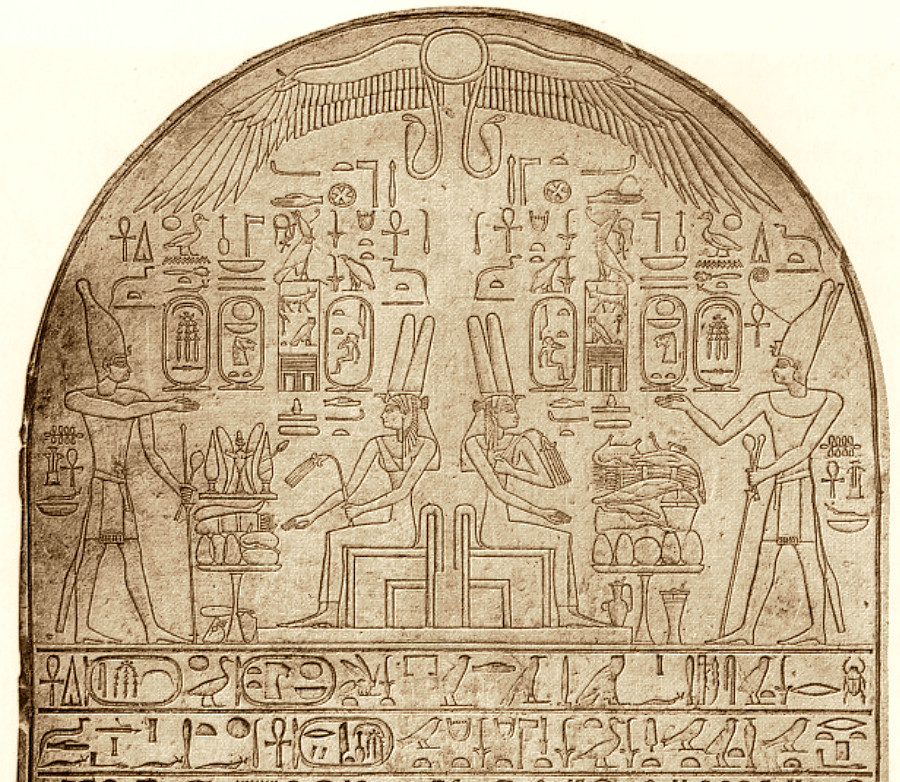
La stele della regina Tetisheri.

La stele di Tetisheri è una stele calcarea di donazione eretta da Ahmose durante la costruzione del suo complesso funebre, che comprendeva un cenotafio per sua nonna, la regina Tetisheri.
La stele fu rinvenuta nel corso di scavi archeologici effettuati nel centro di culto di Ahmose ad Abido, scoperto nel 1902, frammentata in due pezzi.
Una scena gemella nella lunetta superiore mostra Ahmose che presenza tavole di offerta a Tetisheri seduta. Le scene di destra e sinistra differiscono per le tavole di offerta e per le posizioni delle braccia di Tetisheri e di Ahmose.
Il testo su più colonne della lunetta è identico per entrambe le scene.
La guida del Museo egizio del Cairo, ove si conserva la stele, riporta i due cartigli e un serekht di Ahmose e una foto in bianco e nero della stele.
Il nome di Ahmose è così tradotto: 
(Stele di Tetisheri)